# 蔡成勳

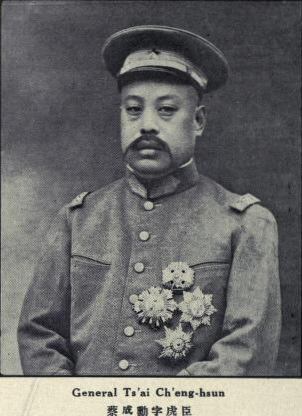
蔡成勳

蔡成勳（1873年—1946年），字虎臣，天津人。清朝及中华民国军事人物。

## 生平
1900年（光緒26年）他毕业于北洋武備学堂。此后他历任京畿附近駐屯軍副司令、督練处参議官、浙江第21鎮協統。1912年（民国元年），他任北京大总統府侍从武官。翌年，他任陸軍第1師第1旅旅長。1914年（民国3年）他升任陸軍第1師師長。
1916年（民国5年）6月袁世凱死後，他投靠直系。翌年，他升任第7軍軍長。1917年8月，张勋垮台后，段祺瑞委派其出任綏遠都統。1919年，严修、张伯苓为创办南开大学而募款，蔡成勋认捐五千元。民国9年（1920年）9月，他兼任甘肃督軍。民国10年（1921年）5月，他任陸軍总長，同年12月辞任。
1922年（民国11年）6月，他任督理江西軍務善後事宜，统治该省。1924年（民国13年），他被手下的贛南鎮守使方本仁逼迫下野。此後他在天津隠居。
1946年（民国35年）他去世。享年74岁。

### 文献
- 来新夏等. . 南開大学出版社. 2000. ISBN 7-310-01517-7.
- 徐友春主編. . 河北人民出版社. 2007. ISBN 978-7-202-03014-1.
- 劉寿林等編. . 中華書局. 1995. ISBN 7-101-01320-1.

| 前任：陳光遠 | 綏遠都統1917年8月 - 1921年5月 | 繼任：馬福祥 |

| 前任：張广建 | 甘肃督軍1920年12月 - 1922年5月 （1921年5月陸洪濤 暫行護理） | 繼任：陸洪濤 |

| 前任：靳雲鵬 | 陸軍总長1921年5月 - 12月 | 繼任：鮑貴卿 |

| 前任：陳光遠（江西督軍） | 江西督理1922年6月 - 1924年12月 （1922年9月正式就任） | 繼任：方本仁（江西督办） |